# Fußballclub Energie Cottbus
El Fußball-Club Energie Cottbus és un club esportiu alemany de la ciutat de Cottbus, Brandenburg.

## Història
Les arrels del club es troben en un club fundat per miners el 1919, quan la ciutat s'anomenava Marga: Glückauf Marga que estigué actiu fins al 1925, any en què es formà un nou club anomenat FSV Sturm Marga, que fou prohibit pels nazis el 1933.
El 1949 es creà el Franz Mehring Marga, esdevenint BSG Aktivist Brieske-Ost el 1950, SC Aktivist Brieske-Senftenberg el 1954; essent els jugadors transferits al recent fundat SC Cottbus el 1963. Amb la reorganització del futbol de la RDA de meitats dels seixanta, el club de futbol esdevingué breument BSG von Bodo Krautz abans del definitiu BSG Energie Cottbus el 1966. L'any 1990, després de la reunificació alemanya adoptà el nom FC Energie Cottbus.

## Jugadors

### Plantilla 2024-25
A 14 gener 2025
| N. | Pos. | Nac. | Jugador          |
| -- | ---- | --- | ---------------- |
| 1  | POR  | [[Fitxer:Flag of Germany.svg\|23x15px\|border \|alt=Alemanya\|link=Selecció de futbol d'Alemanya\|{{#if:\|]] | Alexander Sebald |
| 3  | DEF  | [[Fitxer:Flag of Germany.svg\|23x15px\|border \|alt=Alemanya\|link=Selecció de futbol d'Alemanya\|{{#if:\|]] | Henry Rorig      |
| 4  | DEF  | [[Fitxer:Flag of Germany.svg\|23x15px\|border \|alt=Alemanya\|link=Selecció de futbol d'Alemanya\|{{#if:\|]] | Tim Campulka     |
| 5  | MIG  | [[Fitxer:Flag of Germany.svg\|23x15px\|border \|alt=Alemanya\|link=Selecció de futbol d'Alemanya\|{{#if:\|]] | Dominik Pelivan  |
| 6  | MIG  | [[Fitxer:Flag of Germany.svg\|23x15px\|border \|alt=Alemanya\|link=Selecció de futbol d'Alemanya\|{{#if:\|]] | Jonas Hofmann    |
| 7  | DAV  | [[Fitxer:Flag of Germany.svg\|23x15px\|border \|alt=Alemanya\|link=Selecció de futbol d'Alemanya\|{{#if:\|]] | Timmy Thiele     |
| 8  | MIG  | [[Fitxer:Flag of Germany.svg\|23x15px\|border \|alt=Alemanya\|link=Selecció de futbol d'Alemanya\|{{#if:\|]] | Joshua Putze     |
| 9  | DAV  | [[Fitxer:Flag of Albania.svg\|23x15px\|border \|alt=Albània\|link=Selecció de futbol d'Albània\|{{#if:\|]]   | Romarjo Hajrulla |
| 10 | MIG  | [[Fitxer:Flag of Turkey.svg\|23x15px\|border \|alt=Turquia\|link=Selecció de futbol de Turquia\|{{#if:\|]]   | Tolcay Ciğerci   |
| 11 | MIG  | [[Fitxer:Flag of Germany.svg\|23x15px\|border \|alt=Alemanya\|link=Selecció de futbol d'Alemanya\|{{#if:\|]] | Phil Halbauer    |
| 12 | POR  | [[Fitxer:Flag of Germany.svg\|23x15px\|border \|alt=Alemanya\|link=Selecció de futbol d'Alemanya\|{{#if:\|]] | Elias Bethke     |
| 12 | DAV  | [[Fitxer:Flag of Germany.svg\|23x15px\|border \|alt=Alemanya\|link=Selecció de futbol d'Alemanya\|{{#if:\|]] | Erik Tallig      |
| 14 | MIG  | [[Fitxer:Flag of Germany.svg\|23x15px\|border \|alt=Alemanya\|link=Selecció de futbol d'Alemanya\|{{#if:\|]] | Tobias Hasse     |
| 15 | DEF  | [[Fitxer:Flag of Germany.svg\|23x15px\|border \|alt=Alemanya\|link=Selecció de futbol d'Alemanya\|{{#if:\|]] | Edgar Kaizer     |

| N. | Pos. | Nac. | Jugador                       |
| -- | ---- | --- | ----------------------------- |
| 17 | MIG  | [[Fitxer:Flag of Germany.svg\|23x15px\|border \|alt=Alemanya\|link=Selecció de futbol d'Alemanya\|{{#if:\|]] | Maximilian Oesterhelweg       |
| 18 | DAV  | [[Fitxer:Flag of Germany.svg\|23x15px\|border \|alt=Alemanya\|link=Selecció de futbol d'Alemanya\|{{#if:\|]] | Erik Engelhardt               |
| 19 | DEF  | [[Fitxer:Flag of Serbia.svg\|23x15px\|border \|alt=Sèrbia\|link=Selecció de futbol de Sèrbia\|{{#if:\|]]     | Filip Kusić                   |
| 20 | DEF  | [[Fitxer:Flag of Germany.svg\|23x15px\|border \|alt=Alemanya\|link=Selecció de futbol d'Alemanya\|{{#if:\|]] | Axel Borgmann (capità)        |
| 21 | MIG  | [[Fitxer:Flag of Germany.svg\|23x15px\|border \|alt=Alemanya\|link=Selecció de futbol d'Alemanya\|{{#if:\|]] | Yannik Möker                  |
| 22 | DAV  | [[Fitxer:Flag of Germany.svg\|23x15px\|border \|alt=Alemanya\|link=Selecció de futbol d'Alemanya\|{{#if:\|]] | Lucas Copado (cedit pel LASK) |
| 23 | DAV  | [[Fitxer:Flag of Germany.svg\|23x15px\|border \|alt=Alemanya\|link=Selecció de futbol d'Alemanya\|{{#if:\|]] | Maximilian Krauß              |
| 27 | DEF  | [[Fitxer:Flag of Germany.svg\|23x15px\|border \|alt=Alemanya\|link=Selecció de futbol d'Alemanya\|{{#if:\|]] | Dennis Slamar                 |
| 28 | DEF  | [[Fitxer:Flag of Germany.svg\|23x15px\|border \|alt=Alemanya\|link=Selecció de futbol d'Alemanya\|{{#if:\|]] | Niko Bretschneider            |
| 30 | POR  | [[Fitxer:Flag of Germany.svg\|23x15px\|border \|alt=Alemanya\|link=Selecció de futbol d'Alemanya\|{{#if:\|]] | Karl Pischon                  |
| 31 | DEF  | [[Fitxer:Flag of Germany.svg\|23x15px\|border \|alt=Alemanya\|link=Selecció de futbol d'Alemanya\|{{#if:\|]] | Paul Milde                    |
| 33 | MIG  | [[Fitxer:Flag of Belarus.svg\|23x15px\|border \|alt=Belarús\|link=Selecció de futbol de Belarús\|{{#if:\|]]  | Jan Shcherbakovski            |
| 36 | MIG  | [[Fitxer:Flag of Germany.svg\|23x15px\|border \|alt=Alemanya\|link=Selecció de futbol d'Alemanya\|{{#if:\|]] | Janis Juckel                  |
| 42 | DAV  | [[Fitxer:Flag of Russia.svg\|23x15px\|border \|alt=Rússia\|link=Selecció de futbol de Rússia\|{{#if:\|]]     | Maximilian Pronichev          |

## Futbolistes històrics destacats
- Bruno Akrapović
- Petar Aleksandrov
- Christian Beeck
- Gregg Berhalter
- Andrzej Juskowiak
- Radosław Kałużny
- Jiří Kaufman
- Andrzej Kobylański
- Sergiu Radu
- Vlad Munteanu
- Kevin McKenna
- Vasile Miriuţă
- Laurenţiu Reghecampf
- Steffen Heidrich
- Petrik Sander
- Silvio Schröter
- Marko Topić
- Santiago Silva
- Charly Musonda
- Rudi Vata
- Léonard Kweuke

## Palmarès
- Fou finalista de la Copa alemanya de futbol el 1997